# Església de la Santa Creu de Canillo
Església de la Santa Creu de Canillo är en kyrka belägen i orten Canillo mitt i Andorra.

## Kyrkobyggnaden
Kyrkan är uppförd någon gång i slutet av 1600-talet eller början av 1700-talet och består av ett rektangulärt långhus med nordvästlig-sydöstlig orientering. Framför ingången finns en veranda och ovanför ingången finns en båge i vilken kyrkklockan hänger. Byggnaden stöds av två strävpelare, en vid vardera långsidan. Taket som täcker både långhus och veranda är klätt med skifferplattor.
Kyrkans altartavla bär årtalet 1739 och har motivet den korsfäste Jesus där Maria står vid högra sidan och Johannes vid vänstra sidan. Tavlan restaurerades år 2004.